# Landskrona atletklubb
Landskrona atletklubb (LAK) är en tyngdlyftningsklubb bildad 1930.
LAK har en stor ungdomsverksamhet och samarbetar med skolor och andra idrotter såsom fotboll, innebandy, ishockey, gymnastik och handboll. Under slutet av 1950-talet hade LAK Nordens bästa sjumannalag.[källa behövs] Säsongen 2014 hamnade klubbens herrlag på plats 9 i division 3 och blev därför nerflyttade till division 4 av 5 möjliga. Damlaget hamnade på plats 10 i division 1 och blev också nerflyttade till division 2 av 3 möjliga  Klubbens ungdomslag kom på femteplats i Sverige.
Klubben arrangerar ofta tävlingar och har de senaste åren arrangerat UEM 2006; JEM 2009; NM 2012; UJNM 2007, 2010 och 2014; Landskamp SVE-NOR-ENG 2008 och 2013;  JSM 2010, 2011 och 2013. I augusti 2015 kommer LAK att arrangera UEM tillsammans med Svenska TF och Landskrona Stad. Landskrona Atletklubb bedriver verksamhet för både killar och tjejer samt herrar och damer i blandade åldrar i Landskrona idrottshall.